# Qubbet el-Hawa

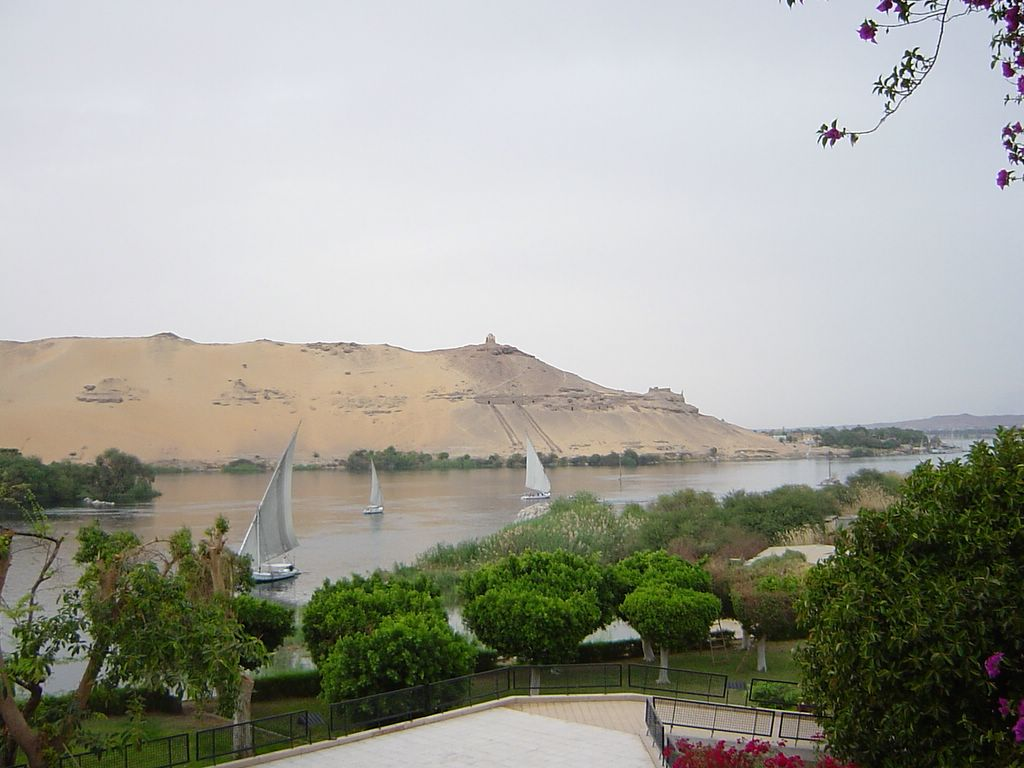
ladera donde se ubican las tumbas del Imperio Antiguo.

Qubbet el-Hawa, también llamado Valle de los príncipes, es un lugar rocoso frente a Asuán donde hay varias tumbas, incluida la de Hirjuf. Fechadas en el Imperio Antiguo, proporcionan importantes detalles de la vida de los funcionarios de alto rango; también hay algunas tumbas de los imperios Medio y Nuevo. 
En la colina se construyó un monasterio copto y algunas tumbas se utilizaron como capillas.

## Introducción
Qubbet el-Hawa (casa de los vientos en árabe) es una colina rocosa situada en la orilla occidental del Nilo cerca de Asuán, de unos 130 metros de altura. En la cima de la montaña se encuentra la tumba del jeque musulmán jeques Sidi Ali Bin el-Hawa, y algo más abajo las ruinas del monasterio copto de San Jorge. Qubbet el-Hawa era la necrópolis de los altos dignatarios del territorio, y las tumbas se encuentran en tres filas en las laderas Qubbet el-Hawa; se han excavado unas 80.

## Historia
Las inhumaciones tuvieron lugar desde el Imperio Antiguo hasta la época greco-romana, aunque la mayoría corresponden al periodo transcurrido entre las dinastías sexta y duodécima. Abu, como se llamaba entonces la isla Elefantina, era un puesto de avanzada egipcio en la tierra de Kush y una base comercial de gran importancia, sede administrativa en la frontera con el África negra. El gobernador era tanto administrador como comandante de las fuerzas militares allí estacionadas. 
La necrópolis fue mencionada por primera vez en 1819, en la obra Viaje a Nubia de Johann Ludwig Burckhardt (también llamado jeque Ibrahim Ibn Abdallah). En 1885 comenzaron las excavaciones, dirigidas por sir Francis Greenfell, quien permaneció hasta 1886 y Ernesto Schiaparelli en 1892. Descubrieron, entre otras, la tumba de Hirjuf. Jacques de Morgan investigó más tumbas en 1894, y de 1903 a 1904 las estudió lady William Cecil. 
En 1946 el egiptólogo Labib Habachi comenzó sus excavaciones, que duraron hasta 1951. Entre 1959 y 1984 el departamento egipcio de Bonn, bajo la dirección de Elmar Edel, llevó a cabo estudios exhaustivos, y actualmente están en el lugar Charles Seyfried del Deutsche Archäologische Institut (DAI) y Alejandro Jiménez de la Universidad de Jaén.

## Descripción
Se trata de tumbas anchas diferentes a otras de Egipto, ya que las excavadas de épocas posteriores son alargadas. Las tumbas se excavaban golpeando la roca, y las grietas y otras imperfecciones se arreglaban con mortero de cal y arena mezclado con yeso. En las paredes de algunas tumbas permanecen restos de estucos decorativos. 
La entrada se encuentra en todas las tumbas de Qubbet el-Hawa en el centro de la sala principal, cuyo techo está sujeto con pilares. Delante de las cámaras hay patios simulados, y en algunas de ellas hay un serdab usado para guardar las estatuas. En la mayoría de las tumbas hay aberturas en el suelo o nichos en las paredes donde también se encontraron estatuas.
Los sarcófagos están situados en el suelo o en las paredes laterales, donde también se encontraron algunas estatuas. La cámara está por lo general al final de un pasillo. Algunas tumbas tienen pequeñas salas auxiliares a las que se accede desde la cámara principal, y puertas falsas tras las cuales enterrar a los familiares. En algunas tumbas fue imposible profundizar, y la puerta falsa está en un pequeño dicho situado frente a la entrada.

## Tumbas principales
Las tumbas siguientes han sido catalogadas y se les ha dado un número de referencia. Hay otras, de las se conoce el propietario de algunas pero que en muchas es desconocido todavía.

### Meju y Sabni
Ambas tumbas están conectadas, son de padre e hijo. Pertenecen a la época de Pepi II (VI dinastía). Su familia debía ser muy rica, ya las tumbas están situadas en la parte más alta respecto del Nilo. Ambos fueron nomarcas de Elefantina.
Mehu (mhw), tumba 25
Tenía inscripciones en la pared exterior ya desaparecidas, y la entrada es muy fácil. Aparentemente, la tumba fue revestida de estuco, y aún conserva algunos restos. En cuanto a la riqueza de su propietario, la demuestra su tamaño, unos 150 m², con el techo soportado por seis hileras de tres pilares cada una. Al fondo está la puerta falsa para el culto, y delante una mesa de granito para las ofrendas. Hay otras cuatro puertas falsas, dos en el oeste, una en el sur y otra junto a la principal. figuran los títulos de Mechu: "Cabeza de los países extranjeros", "Príncipe Hereditario" y "Único amigo", así como sus expediciones a Kush. Murió en el desierto durante la última expedición a Wawat, y su hijo Sabni viajó con 100 burros, un grupo de sacerdotes, pomadas de aceite, miel y lienzos de lino para momificar a su padre. 
Sabni (sȝbni), tumba 26
La tumba de Sabni es de aproximadamente 120m² y el techo se apoya en 14 pilares colocados en dos filas. Junto con la de su padre, es una de las de mayor planta. Sabni también era nomarca, y llevaba los títulos de "Príncipe", "Depositario del sello real", "Gobernador del sur del país", "Único amigo" y "Gran sacerdote". Las inscripciones en las paredes de la tumba indican que el faraón (Pepi II) le hizo muchos obsequios en reparación por la muerte de su padre. Recibió entre otras cosas, ungüentos, alimentos y le fueron enviados los mejores embalsamadores del país. Al fondo de la tumba está representado Sabni con sus hijas, aves y peces. Es una de las pinturas más bellas y mejor conservadas pinturas de Qubbet el-Hawa.

### Sobek-hotep
sbk-ḥtp, tumba 29
La tumba de Sobek-Hotep mide 15 m², con un pilar en el centro de la sala principal, la puerta falsa al fondo y la entrada a dos pozos de enterramiento. La mayor parte de las inscripciones están borradas, pero hay 55 piezas de cerámica que sirven para identificar a Sobek-Hotep. Es también de la época del rey Pepi II.

### Hekaib
hqa-ib, tumba 30
Mide 78 metros cuadrados, y su teyo apoya en seis pilares, en dos filas. El nicho de culto se encuentra con su puerta falsa frente a la entrada, unos 30 cm más alto que la cámara principal y está cubierta con una capa de estuco y paneles pintados. En la sala principal se encontraron otras dos tumbas excavadas en el suelo. Las inscripciones están en malas condiciones, sin embargo, pero aparece el nombre y el título de "Jefe de los sacerdotes". Se ha datado provisionalmente en la sexta dinastía.

### Anj-nef-itef
Tumba 30b
Es de unos 10 m², con un pilar. En la cámara principal hay una pequeña ventana a la sala lateral, presumiblemente para dar amplitud. Los 15 recipientes encontraron arrojan luz sobre el titular de la tumba y el momento en el que vive: Primer período intermedio, porque en la tumba no hay inscripciones ni pinturas. Anj-nef-itef lleva el título de "Maestro".

### Sarenput II
La tumba de Sarenput II, un nomarca del reinado de Amenemhat II, se compone de una gran sala sin decorar, tallada en la roca, y posee un corredor con estatuas que termina en una pequeña sala con pilares decorados; en el fondo de la sala hay un pequeño nicho con pinturas cuyos colores todavía son muy vivos.

### Junes
hwns-hnmti smȝ, tumba 34h
De la sexta dinastía, es una tumba grande, de unos 85 metros cuadrados, con ocho pilares, varios pasillos y cámaras. Están enterrados Junes y su esposa; lo que sugiere una relación especial entre ellos, ya que en su mayoría las mujeres estaban enterradas en el cementerio de Elefantina.

### Hirjuf
hrw-hw.f, tumba 34n
La cámara principal tiene un tamaño de unos 25 metros cuadrados, con tres pilares, y es de la época de Pepi II (alrededor de 2300 a. C). Hirjuf lleva los títulos de "Jefe de todos los países extranjeros del Oriente y Occidente", "el que lleva a su Señor todos los productos de los países extranjeros", "Jefe del Alto Egipto", Jefe de los portadores del Sello Real", "Sacerdote lector" y "Jefe del ejército". De las inscripciones se deduce que Hirjuf y su padre realizaron varias expediciones a Iam y Libia para el faraón Merenra I, de donde trajeron amuletos, marfil, semillas, animales y objetos de lujo. En otra inscripción figura el agradecimiento del faraón (en su segundo año de gobierno) por traer un enano, bailarín de dios, de la tierra de los espíritus, (quizá un pigmeo, aunque las expediciones nunca llegaron hasta la zona de sus tribus).

### Heqa-ib Pepi-najt
hkȝ-ib pp-nht, tumba 35d
En Qubbet el-Hawa hay tres tumbas cuyos propietarios tienen como nombre Heqaib. La tumba 39d, de tiempos de Pepi II, la tumba 35 (el Noble), también coetánea de Pepi (ambas abandonadas por ser demasiado pequeñas) y la 35d. Heqaib porta los títulos de "Jefe del ejército", "Jefe de los intérpretes", "Escriba de la Pirámide de Neferkara" y "Cabeza de los países extranjeros". En 1947 Labib Habachi encontró una cámara subterránea adornada con pinturas bien conservadas. En las inmediaciones de la tumba se han encontrado otras muchas más pequeñas de la misma época encontrados, lo que indica que es este Heqa-ib el que fue reverenciado más tarde.

### Sabni II
sȝbni n-nbw-nbt, tumba 35e
En la explanada de la tumba de Heqaib está la entrada a la tumba de Sabni II. A su lado hay otra en la que también está otro hombre llamado Sabni. Las magníficas pinturas murales muestran a Sabni entre otras cosas, con bastón de mando y cetro y la típica barba del funcionario. En una inscripción se describe cómo Sabni preparó y transportó a su destino dos obeliscos. Lleva los títulos de "Director de la sala" (presumiblemente el "almacén del faraón") y "Guardián de los Sellos del Rey". La tumba tiene unos 60 metros cuadrados y el techo se apoya en cuatro pilares.

### Sarenput I
Sȝ-rn-pwt, tumba 36
Es la tumba del príncipe Sarenput, una de las más antiguas del Imperio Medio. Sarenput fue nombrado príncipe de Abu por el faraón Sesostris I. Las inscripciones de la tumba aseguran que la devoción de los gobernadores de la región será clara hacia el reya partir de ahora, y también el rey protegerá al fiel nomarca.

### Henebaba
Tumba 88
La tumba de Henebaba no es tan grandiosa como la de los príncipes de Elefantina. De forma cuadrada, tiene una cámara principal relativamente pequeña, sostenida por cuatro pilares. Desde la cámara parten cuatro galerías y al fondo se encontraron vasijas llenas, así como pequeños obletos, joyas, perlas y vajilla. No hay inscripciones en las paredes, solo las de las jarras. 

### Sobek-hotep
sbk-ḥtp, tumba 90
Es una de las mayores, con alrededor de 80 metros cuadrados y 13 pilares. En la tumba se encontraron 185 vasijas que datan su construcción en tiempos de Pepi II. Sobek-Hotep se titula "Sacerdote del dios".  

### Set-ka
st.kȝ ii-smȝ, tumba 110
Del Primer periodo intermedio, tiene un tamaño de unos 70 metros cuadrados con ocho pilares en dos filas, y una ventana en la pared exterior que se abrió desde el monasterio copto. En el lado opuesto hay dos nichos para el culto. Una mesa para ofrendas, situada originalmente frente al nicho, está ahora al fondo de la cámara. Algunas inscripciones y pinturas están parcialmente destruidas y otras en muy malas condiciones, pero se puede leer que Set-ka llevaba los títulos de "Supervisor de los sacerdotes de la pirámide de Pepi II", "Supervisor de los países extranjeros" y "Agente de Kush".